# Rwanda
För andra betydelser, se Rwanda (olika betydelser).
Rwanda, tidigare skrivet Ruanda, formellt Republiken Rwanda (Rwanda: Repubulika y'u Rwanda, franska: République du Rwanda, engelska: Republic of Rwanda), är en suverän stat i Östafrika som gränsar till Burundi, Kongo-Kinshasa, Tanzania och Uganda. Rwanda är det land på det afrikanska fastlandet som har högst befolkningstäthet.

## Historia

### Tidig historia
Ursprungligen var landet huvudsakligen bebott av hutu- och tutsistammar samt twapygméer.[källa behövs]

### Kolonialtiden
1890 blev Rwanda en tysk koloni som en del av Tyska Östafrika. Kolonin styrdes indirekt genom den befintliga administrationen, men folkgrupperna behandlades olika då tutsierna ansåg vara högre stående än hutu-folket. 
Efter Tysklands nederlag i första världskriget övergick Rwanda till belgisk administration. Under belgiskt styre fortsatte minoritetsfolket tutsi att favoriseras.
I början av 1930-talet infördes identitetskort som angav vilken stam personen tillhörde.
Efter andra världskriget styrdes Rwanda som ett FN-mandat, under fortsatt belgisk administration, fram till landets självständighet 1962.
I november 1959 ledde missnöjet bland hutubefolkningen till en revolt. Mellan 20 000 och 100 000 av tutsierna mördades och drygt 100 000 flydde landet.
År 1961 höll de belgiska myndigheterna, som nu svängt till att vara pro-hutu,[källa behövs] en omröstning där landet röstade för att avskaffa monarkin. FN röstade för att avsluta sitt mandat i juni 1962 [källa behövs] och Rwanda utropande sin självständighet 1 juli 1962.

### Självständigheten
Hutufolket kom att dominera den nya republiken totalt och ungefär 150 000 tutsier tvingades under de följande decennierna fly i flera vågor till grannländerna. Barnen till dessa flyktingar bildade senare en rebellgrupp, Rwandas patriotiska front (RPF), i grannlandet Uganda.[källa behövs]
1973 tog den dåvarande försvarsministern Juvénal Habyarimana kontroll över landet i en militärkupp. I början av 1990-talet startade RPF en offensiv i syfte att tvinga Habyarimana att dela på makten och släppa in tutsier i regeringen. Det såg ut att fungera och 1993 inleddes fredsförhandlingar. På hemväg från fredsöverläggningarna[källa behövs] blev president Habyarimanas plan nerskjutet över Kigalis flygplats den 6 april 1994. Presidentens död blev startskottet för folkmordet i Rwanda.
Den 4 juli 1994 intog RPF huvudstaden Kigali, satte stopp för folkmordet och övertog makten i landet. Uppskattningsvis två miljoner hutuer flydde då till grannländerna eftersom de fruktade repressalier. Sedan dess har de flesta hutuflyktingarna återvänt till Rwanda men medlemmar av Interahamwemilisen stannade kvar i östra Zaire, nuvarande östra Kongo-Kinshasa, och sågs av RPF-regimen i Rwanda som ett säkerhetshot. Efter att flera gånger förgäves ha vädjat till världssamfundet att gripa in mot dessa beväpnade grupper invaderade rwandesiska och ugandiska regeringsstyrkor östra Zaire 1996. Detta ledde till det första Kongokriget och diktatorn Mobutu Sese Sekos fall.
Trots betydande internationella hjälpinsatser och politiska reformer har landet fortfarande problem med att utveckla ekonomin och att skapa försoning mellan folkgrupperna. De enorma folkomflyttningarna, upproriska hutuextremister och landets inblandning i två krig i grannlandet har hindrat landets utveckling.[källa behövs]
2009 blev Rwanda medlemsnation i Samväldet.
Den långvarige presidenten Paul Kagame blev vicepresident 1994 och president år 2000. Kagama anklagas ofta utifrån för att föra ett auktoritärt styre. Pressfriheten är nästan obefintlig i landet och ligger på plats 156 av 181 på Transparency Internationals ranking. Yttrandefriheten och det politiska utrymmet är trängt. I valet år 2017 fick president Kagame 98,8 procent av rösterna.  

## Geografi

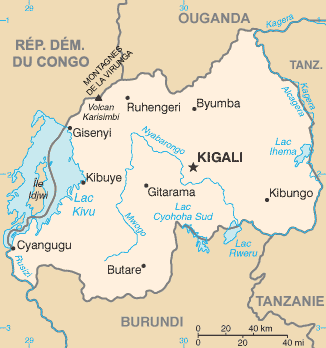
Rwanda

### Topografi
Rwanda är känt för sitt hisnande landskap och kallas ofta le pays des mille collines (franska: "land med tusen kullar").
Rwanda ligger i genomsnitt på mer än 1 500 m ö.h. och dess lägsta punkt är Rusizifloden, 950 m ö.h. I nordväst finns de vulkaniska Virungabergen med den slocknade Karisimbi som högsta punkt, 4 507 m ö.h. I övrigt domineras västra Rwanda av en nord-sydlig bergskam. Väster om denna ligger Kivusjön, som genom Rusizifloden avrinner till Tanganyikasjön och tillhör Kongoflodens vattensystem.
Österut sänker sig landet sakta mot sumpiga slätter på cirka 1 300 m ö.h. i anslutning till floden Kagera och dess bifloder som tillhör Nilens källflöden.
Berggrunden i Rwanda utgörs mest av kristallina skiffrar och gnejs, men även yngre lerskiffrar och lavabergarter förekommer. Jordmånen är i allmänhet mager.

### Klimat
Området vid Kivusjön (1 460 m ö.h.), ligger i regnskugga av de förhärskande östvindarna, och där förekommer både frost och snö. Området öster om Kigali har en årsmedeltemperatur av 17 °C och en årsmedelnederbörd på ca 1 500 mm. 
I sydvästra Rwanda är motsvarande siffror 20 °C och ca 1 200 mm.  
Det är två regnperioder, från februari till april och från november till januari. Variationerna i nederbörd är mycket stora år från år, och ibland kan längre torrperioder förekomma.

### Djurliv
Även om de centrala delarna av Rwanda i stor utsträckning är uppodlade eller utgör betesmark för tamboskap, har landet ett rikt djurliv. Särskilt viltrika är Kagera National Park i nordöst och det angränsande Mutura Hunting Reserve.

### Naturskydd

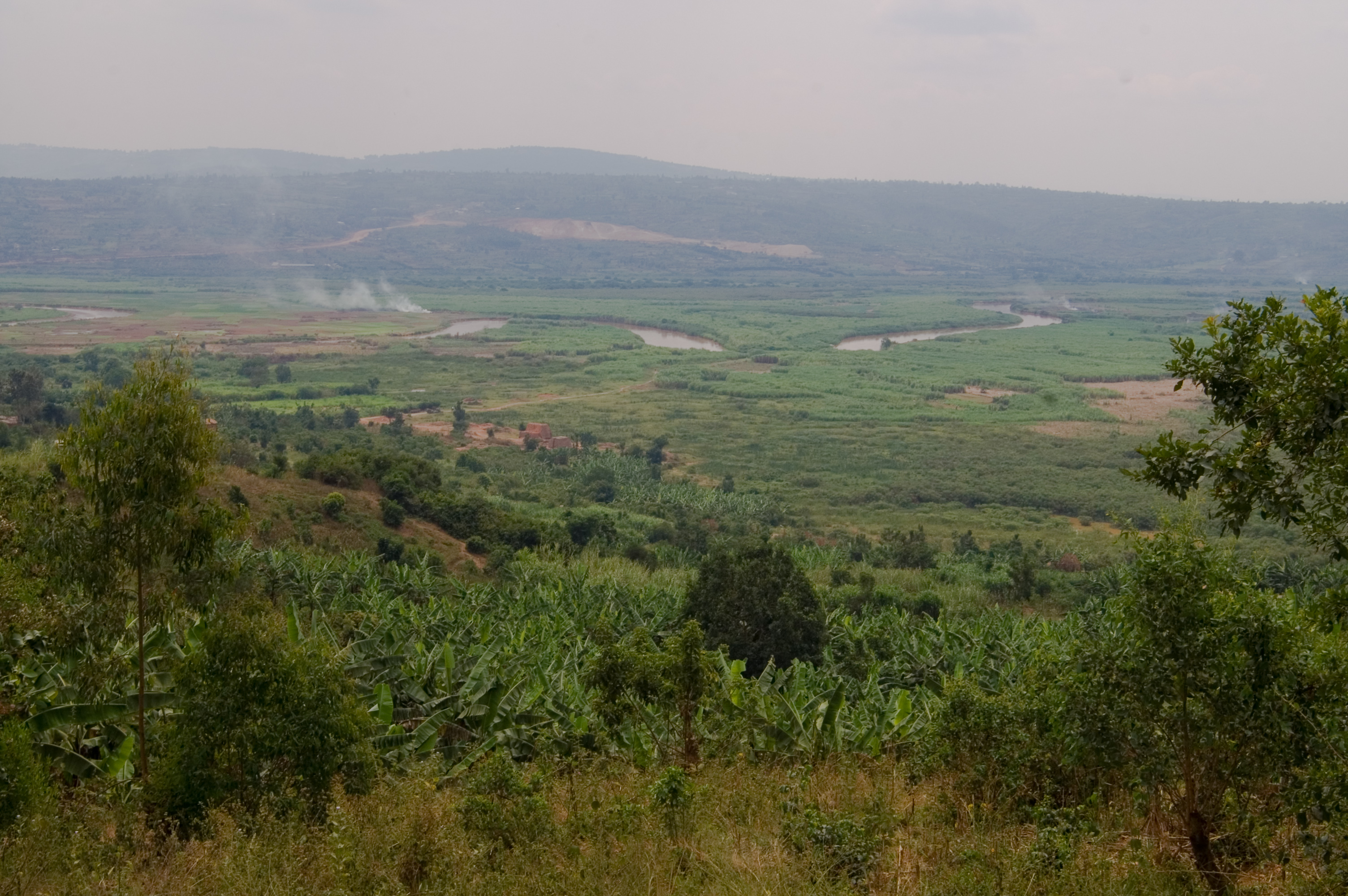
Nyabarongo-floden

Ett av Rwandas miljöproblem är avskogning på grund av okontrollerad huggning av träd för bränsle med åtföljande jorderosion. Andra miljöproblem är urlakning av jorden, överbetning, markförstöring, försämrad våtmark, förlust av biologisk mångfald och utbredd tjuvjakt.

## Styre och politik

### Författning och styre
Rwanda blev det första landet i världen där kvinnorna var i majoritet i den lagstiftande församlingen. År 2008 satt 45 kvinnor och 35 män i parlamentet och talmannen var kvinna. I president Paul Kagames regering innehades drygt en tredjedel av posterna av kvinnor.
Enligt tidigare konstitution hade presidenten endast rätt att inneha posten i två mandatperioder. 2015 skrevs konstitutionen om och därmed möjliggjordes för Kagame, som fått en alltmera diktatorisk prägel, att omväljas i 2017 års presidentval. Människorättsorganisationer har i samband med detta kritiserat Kagame för att förtrycka oppositionen och rätten till yttrandefrihet. Paul Kagame blev vicepresident efter år 1994, och president år 2000. Grundlagen har ändrats så att han kan sitta kvar fram till år 2034.

### Administrativ indelning
Rwanda är för administrativa ändamål indelat i fyra provinser (intara) och en stad. Var och en leds av en guvernör. Provinserna är:
- Province du Nord (Norra provinsen)
- Province de l’Est (Östra provinsen)
- Province du Sud (Södra provinsen)
- Province de l’Ouest (Västra provinsen)
- Kigali (Staden Kigali) [7]

Tidigare var Rwanda indelat i tolv prefekturer från självständigheten fram till 2006 då den administrativa strukturen ändrades. Syftet var att decentralisera makten och skapa multietniska områden.

### Politik
Rwanda blev självständigt år 1962 och samma år blev Grégoire Kayibanda landets första president. Kayibandas mål var att de två folkgrupperna tutsi och hutu skulle bli jämställda. År 1973 tog Juvénal Habyarimana över makten i en militärkupp och landet förvandlas därefter till en militärdiktatur. År 1978 antogs konstitutionen som etablerade en presidentvalsform. Den dåvarande presidenten, Habyarimana, kombinerade rollerna som statschef, regeringschef och president för det som då var det enda styrande partiet, National Revolutionary Movement for Development. År 1990 gick gerillaarmén i Rwandan Patriotic Front (RPF), ledd av Paul Kagame, in i Rwanda från Uganda. Detta var början på ett fyra år långt inbördeskrig. År 1991 antogs en ny reviderad konstitution som gjorde det möjligt för flera partier att delta i regeringen. År 1996 invaderade Rwanda grannlandet Zaire, nuvarande Kongo-Kinshasa, för att fånga flera av de skyldiga. Rwanda allierade sig med den kongolesiske rebellen Laurent Kabila och året därpå avsatte Rwanda, tillsammans med Kabila, Kongos president Mobutu Sese Seko. År 2003 fick Rwanda en ny konstitution som fortfarande gäller 2022.

### Rättsväsen
Rwandas rättsväsende består av högsta domstolen, handelsdomstolar inklusive High Commercial Court; mellandomstolar; primärdomstolar och militära specialiserade domstolar. Rwanda har ett rättssystem som blandar civilrätt och sedvanerätt. Det civilrättsliga systemet är baserat på en blandning av tyska och belgiska modeller. Högsta domstolen gör domstolsprövning av lagstiftningsakter.

### Internationella relationer
Rwanda har medlemskap i följande Internationella organisationer: Panama Canal Authority (ACP), Afrikanska utvecklingsbanken (AfDB), Afrikanska unionen, C, CEPGL, Common Market for Eastern and Southern Africa (COMESA), EAC, EADB, G77, ICRM, IDA, International Federation for Choral Music (IFC), Röda korset (IFRCS), Internationella valutafonden (IMF), Interpol, IOC, IOM, IPU, Internationella standardiseringsorganisationen (ISO), ITSO, ITUC (NGO:s), MIGA, Alliansfria rörelsen (NAM), Organisation internationale de la Francophonie (OIF), Organisationen för förbud mot kemiska vapen (OPCW), Permanenta skiljedomstolen (PCA), UNISFA, Världshandelsorganisationen.
Rwanda gick med i FN 18 september 1962. Land är även medlem i några av deras organ så som FN:s flyktingkommissariat (UNHCR), United Nations Industrial Development Organization (UNIDO), Unesco, FN:s livsmedels- och jordbruksorganisation (FAO), Internationella civila luftfartsorganisationen (ICAO), Internationella atomenergiorganet (IAEA), Internationella arbetsorganisationen (ILO), FN:s konferens om handel och utveckling (UNCTAD), World Intellectual Property Organization (WIPO), Världshälsoorganisationen (WHO), Meteorologiska världsorganisationen (WMO), Världspostföreningen (UPU), Internationella teleunionen (ITU), Internationella fonden för jordbruksutveckling (IFAD), International Bank for Reconstruction and Development (IBRD) och Världsturismorganisationen (UNWTO). Dessutom är landet medlem i ett antal av deras fredsbevarande insatser så som African Union – United Nations Hybrid Operation in Darfur (UNAMID), United Nations Multidimensional Integrated Stabilization Mission in Mali (MINUSMA) och United Nations Mission in South Sudan (Unmiss).

### Försvar
Rwandas försvar består 2021 av:
- Rwandas armé (Rwandas landstyrka), ca 32 000 personer[7]
- Rwandas flygvapen (Force Aerienne Rwandaise, FAR), ca 1000 personer[7]
- Rwandas reservstyrka, specialenheter[7]

## Ekonomi och infrastruktur
Folkmordet år 1994 medförde ekonomiskt att befolkningen blev ännu fattigare och att en redan ömtålig ekonomi blev allvarligt skadad.[källa behövs] Rwanda fick betydande ekonomiskt stöd från omvärlden under 2000-talet och landet kunde återhämta sig från inbördeskriget. Landets ekonomi växte kraftigt och under flera år i början av 2000-talet hade landet en BNP-tillväxt på över 10 %, och den positiva utvecklingen har fortsatt.
År 2012 drog många länder in sitt bistånd till landet efter att det uppdagats att regimen varit inblandade i konflikter i Kongo-Kinshasa. Trots utbredd fattigdom fick landet beröm av IMF för att den ekonomiska tillväxten i landet även kommer de fattiga till del och att inkomstklyftorna minskar.
År 2018 var landets BNP per capita 773 dollar, vilket är mer än 300 % av BNP per capita vid millennieskiftet. Nästan hälften av befolkningen lever dock under den nationella fattigdomsgränsen. Fattigdomsbekämpningen är en del av regeringens strategi för att säkra politisk och social stabilitet. Stora avskrivningar av utlandsskulden har också förbättrat Rwandas finansiella situation.
Rwanda var 2022 det land i Afrika, som det är lättast att starta och driva företag i.

### Näringsliv
Näringslivet hämmades länge av att landet var överbefolkat och geografiskt isolerat. Under första halvan av 1990-talet förvärrades situationen ytterligare då krig och folkmord ödelade landet.

#### Jord- och skogsbruk, fiske
Rwanda är ett fattigt land och ungefär 90 procent av befolkningen lever av jordbruk, i huvudsak för självhushåll.
Boskapsskötseln, av tradition central bland tutsierna, drabbades hårt under folkmordet år 1994.

#### Energi och råvaror
Landet har brist på elektricitet och dessutom dåligt utbyggda elnät. Även om vattenenergiproduktionen har byggts ut, importeras stora mängder petroleumprodukter för att täcka energibehovet. För en stor del av befolkningen  är dock ved, torv och träkol fortfarande de viktigaste energikällorna. En av världens största naturgasreserver finns dock under Kivusjön, på gränsen till Kongo-Kinshasa, varav hälften i Rwanda. Enligt uppgifter från 2022 skulle reserven utvecklas med stöd från Världsbanken, men projektet var försenat.
Landets naturtillgångar är guld, tennmalm, volframmalm, metangas, vattenkraft och odlingsbar mark.

#### Industri
Rwanda är inte industrialiserat. Den industri som finns är i huvudsak jordbruksbaserad och förädlar kaffe, te, sockerrör och tobak.

### Handel
Kaffe är den primära exportvaran. Rwandas viktigaste mineral är tennmalm, och tenn står för en stor del av exportintäkten.
Folkmorden 1994 påverkade ekonomin kraftigt och även om ekonomin återhämtar sig är handelsbalansen 2022 fortfarande negativ. Utländska investeringar finansierar underskottet och investeringar. Rwanda har mycket odlingsbar mark, men eftersom befolkningstillväxten är hög och landet är mycket tätbefolkat måste ändå mat importeras.[källa behövs]

### Infrastruktur

#### Transporter
| Transportnät | Antal           |
| ------------ | --------------- |
| Flygplatser  | 7 st (2013)     |
| Vägnät       | 4 700 km (2012) |

En viktig faktor som hämmar tillväxten är den bristande infrastrukturen. Det försvårar transport av varor, både inom landet men också mellan Rwanda och grannländerna.

#### Utbildning
Läs- och skrivkunnighet var år 2015 hos personer 15 år och äldre 70,5 %. Bland männen beräknades den till 73,2 % och bland kvinnorna till 68,0 %.

## Befolkning

### Demografi

#### Migration
År 2017 fanns i Rwanda 86 464 flyktingar från Burundi och 73 357 från Kongo-Kinshasa.

### Språk
Förutom de officiella språken kinyarwanda, franska och engelska talas även språket swahili (kiswahili).

### Religion
I mitten på 2020-talet var nästan hela befolkningen i Rwanda kristen. Den katolska kyrkan, som etablerades i landet 1889, är det största kristna samfundet och omfattar drygt 40 procent av invånarna. Cirka 10 procent av befolkningen är medlemmar i Rwandas anglikanska kyrka, som grundades 1920, medan en liknande andel tillhör olika pentekostala eller baptistiska samfund. Sjundedagsadventisterna utgör ungefär hälften så många. Muslimer utgör knappt 5 procent av befolkningen, och drygt 3 procent praktiserar traditionella inhemska religioner. Dessutom finns mindre grupper av hinduer och bahaianhängare.
Under kolonialtiden var landets lagar och konstitutioner starkt influerade av de kristna kyrkorna. Detta gällde både under det tyska styret (1894–1918) och det belgiska styret (1919–1962). Under den belgiska kolonialtiden hade katolska kyrkan nära band till staten, vilket bidrog till att förstärka konflikter mellan hutuer och tutsier. Tutsierna gynnades av den belgiska administrationen, men inför självständigheten 1962 bröts deras maktmonopol av hutuerna. Trots detta var katolska kyrkan fortsatt starkt knuten till den politiska eliten i det etniskt och politiskt splittrade Rwanda. Efter folkmordet 1994, där över 800 000 människor, främst tutsier, mördades, lämnade många den katolska kyrkan.
Rwandas konstitution från 2003, med ändringar 2005, föreskriver att staten är sekulär och att religionsfrihet råder. Alla medborgare har rätt att välja och utöva sin religion, och diskriminering på religiösa grunder är förbjuden. Det är också förbjudet att i pass eller identitetshandlingar ange religionstillhörighet eller att bära religiösa symboler på fotografier. Dessa regler infördes för att motverka den typ av etnisk registrering som användes under det belgiska styret och som underlättade förövarnas arbete under folkmordet 1994.
Alla ideella organisationer, inklusive religiösa samfund, måste registreras för att få legal status. Skolor är enligt lag skyldiga att undervisa i religionskunskap, och föräldrar har rätt att placera sina barn i religiösa privatskolor om de så önskar.

### Sociala förhållanden
Rwandas befolkning hade år 2020 en relativt ung åldersstruktur där omkring 60 % var under 25 år.
Landets regering har gjort försök att minska den totala fertiliteten bland annat genom att göra preventivmedel mer tillgängliga och genom att påverka den eftersträvansvärda storleken på familjen. Viss framgång har nåtts då antalet barn per kvinna har minskat från 5,6 år 2005 till 4,46 år 2016 och 3,42 år 2021.
Befolkningstillväxten har också avtagit från 2,53 % år 2016 till 1,8 % år 2021. Moderns medianålder vid första barnets födelse var år 2015 23,0 år.
Mödradödlighet år 2015 var 290 dödsfall per 100 000 födslar.
Spädbarnsdödlighet år 2016 var 56,8 dödsfall per 1 000 levande födslar där den manliga spädbarnsdödlighet var 60,2 dödsfall per 1 000 levande födslar och den kvinnlig spädbarnsdödligheten var 53,2 dödsfall per 1 000 levande födslar.

### Hälsa
År 2015 var andelen av den vuxna befolkningen som var smittade med hiv/aids 2,89 procent, totalt 201 900 personer, varav 2 900 personer avled i aids det året.  År 2020 hade andelen smittade sjunkit till 2,5 procent men eftersom befolkningen samtidigt ökade var det totala antalet smittade högre, 220 000 personer. Det totala antalet avlidna i aids hade däremot sjunkit till 2 500.
Andel av den vuxna befolkningen som led av fetma år 2014 var 3,3 procent. År 2016 hade andelen stigit till 5,8 procent.
År 2011 beräknande andelen av barn under fem år som var underviktiga till 11,7 procent. Nio år senare, 2020, hade den andelen sjunkit till 7,7 procent.

### Övriga befolkningsdata
Den senaste folkräkningen hölls den 15 augusti 2012 och då uppgick den faktiskt befintliga befolkningen i Rwanda (de facto) till 10 393 542 invånare, varav 4 981 197 män och 5 412 345 kvinnor.
Den folkbokförda (de jure) befolkningen i folkräkningen uppgick till 10 515 973 invånare, varav 5 064 868 män och 5 451 105 kvinnor.
Folkräkningar hade tidigare hållits 2002, 1991 och 1978.
Invånartalet i Rwanda uppskattades i juli 2018 av:
- The World Factbook till 12 187 400 invånare[2]
- Förenta nationerna uppskattade befolkningen 1 juli 2016 till 11 883 000.[25]
- Enligt en projektion av National Institute of Statistics of Rwanda baserad på folkräkningen 2012 utgjorde antalet invånare år 2017 11 809 295 personer.[3]

## Kultur

### Konstarter

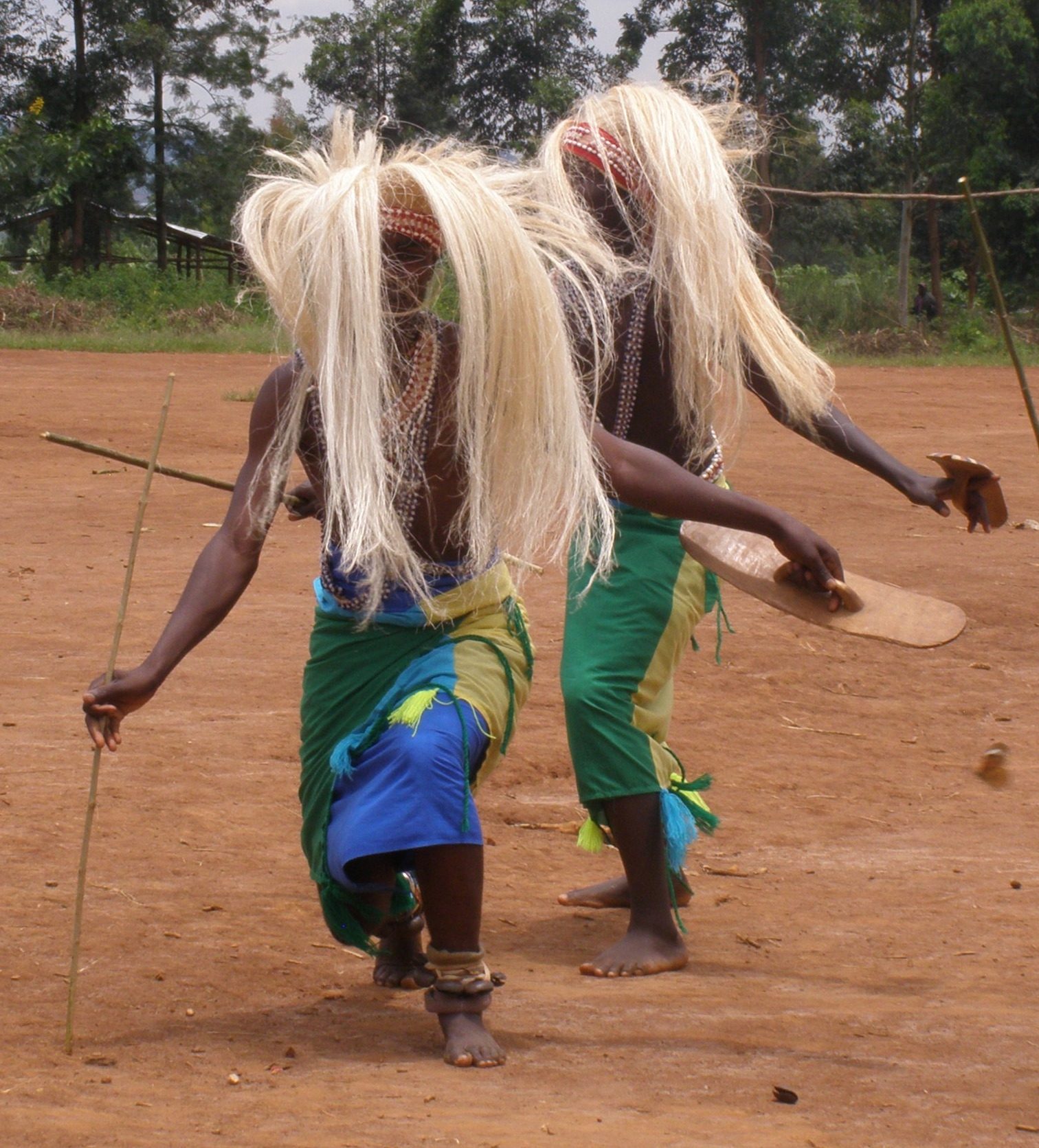
Traditionella rwandiska Intore-dansare.

#### Musik och dans
Musik och dans är en integrerad del av ceremonier, festivaler, samkväm och historieberättande i Rwanda. Den mest kända traditionella dansen är Intore, en högeligen koreograferad uppvisning bestående av tre komponenter - baletten, framförd av kvinnor, dans av hjältar, framförd av män, samt trummorna.

#### Litteratur

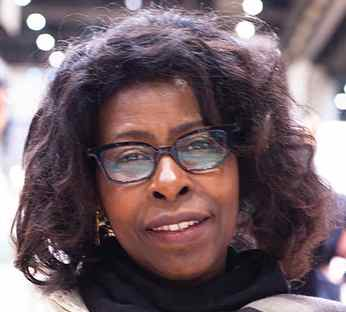
Scholastique Mukasonga, 2012.

### Traditioner

#### Helgdagar och högtider
| Högtidsdagar | Högtidsdagar          |
| Datum        | Engelskt namn         |
| ------------ | --------------------- |
| 1 januari    | New Year's Day        |
| 1 februari   | Heroes Day            |
| Varierande   | Good Friday           |
| 7 april      | Genocide Memorial Day |
| 1 maj        | Labor Day             |
| 1 juli       | Independence Day      |
| 4 juli       | Liberation Day        |
| 15 augusti   | Assumption            |
| Varierande   | Eid Al-Adha           |
| 25 december  | Christmas Day         |
| 26 december  | Boxing Day            |

Till skillnad från många länder i Afrika har Rwanda varit en homogen stat sedan förkolonial tid. Landet största etniska grupp är Banyarwanda och de flesta i landet delar kulturellt arv. Under året firas elva regelbundna nationella nationaldagar, samt två nationaldagar som datumet varierar för. Därtill är den efterföljande veckan efter Genocide Memorial Day (som infaller den 7 april) utlyst till officiell sorgevecka. Den sista lördagen i varje månad är umuganda, en nationell dag av samhällstjänst, under vilken de flesta normala tjänster lägger ned verksamheten.

## Internationella rankningar
| Organisation                                | Undersökning                   | Rankning   |
| ------------------------------------------- | ------------------------------ | ---------- |
| The Economist                               | Demokratiindex 2018            | 128 av 167 |
| World Bank Group                            | Doing Business Report 2019     | 38 av 190  |
| Heritage Foundation/The Wall Street Journal | Ekonomisk frihet-index 2019    | 32 av 180  |
| FN:s utvecklingsprogram                     | Human Development Index 2018   | 157 av 189 |
| Transparency International                  | Korruptionsindex 2018          | 48 av 180  |
| Reportrar utan gränser                      | World Press Freedom Index 2019 | 155 av 180 |